# Дедогор (остановочный пункт)
Дедого́р — бывший остановочный пункт Свердловской железной дороги. Находился на ветке Нижний Тагил — Екатеринбург, на межстанционном перегоне Мурзинка — Таватуй.

## История
Разъезд Дедогор был построен в 1932 году. Разъезд получил своё название от расположенной северо-западнее Дедовой горы, поэтому в первые годы эксплуатации линии приходилось на ближайших станциях прицеплять дополнительные локомотивы для преодоления горы. Данная гора является самым высоким местом на ветке Нижний Тагил — Екатеринбург.
По состоянию на 1957 год остановочный пункт числился за участком железной дороги Свердловск — Шурала, по состоянию на 1969 год — за участком Свердловск — Смычка.
После прокладки второго пути разъезд утратил своё значение, был демонтирован и преобразован в остановочный пункт. Платформы были демонтированы в начале 2000-х по причине отсутствия пассажиропотока, поскольку рядом нет садов и населённых пунктов.
В настоящее время все поезда проходят закрытый остановочный пункт Дедогор без остановки.

## Описание
По словам машиниста Владимира Калмагорова, Дедогор являлся ориентиром — верхней точкой самого сложного перегона Таватуй — Мурзинка на и без того сложном для безэнергозатратного прохождения тагильском участке железнодорожного пути.

## Этимология
Лингвист Александр Матвеев в своём топонимическом словаре «Географические названия Свердловской области» утверждает, что название расположенного в Невьянском районе на железной дороге Екатеринбург — Нижний Тагил остановочного пункта Дедогор «образовано от оронима гора Дедова по модели Косая гора > Косогор, Дедова гора > Дедогор».

## Фауна
Орнитологу Р. А. Малышеву удалось найти гнездо редкой и самой маленькой для Сверловской области совы — воробьиного сычика (лат. Glaucidium passerinum) — только один раз — в мае 1962 года в окрестностях станции Дедогор.